# Blind Channel
Blind Channel est un groupe finlandais de violent pop composé de Joel Hokka, Niko Moilanen, Joonas Porko, Olli Matela, Tommi Lalli et Aleksi Kaunisvesi. Le groupe définit son style musical comme une « pop violente ». Ils représentent la Finlande au Concours Eurovision de la chanson 2021 avec la chanson Dark Side, où ils terminent à la sixième place.

## Carrière

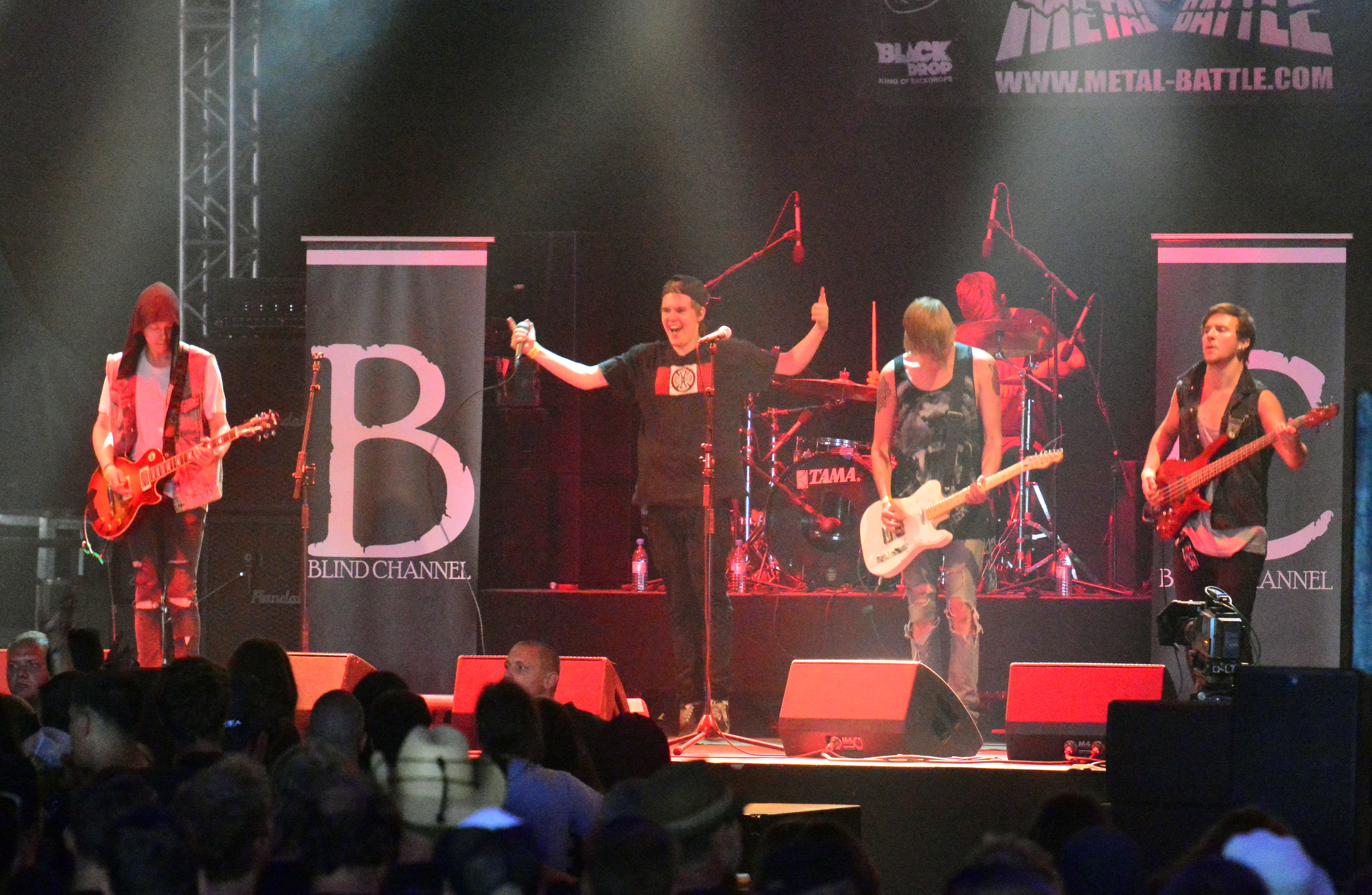
Blind Channel à Wacken Open Air en 2014

### Débuts (2013-2019)
Blind Channel a été fondé en 2013 à Oulu, une ville du nord de la Finlande, et est initialement composé de cinq membres : Joel Hokka, Joonas Porko, Niko Vilhelm, Tommi Lalli et Olli Matela. Le 5 septembre 2013, le groupe publie son premier single, Save Me, suivi de son premier maxisingle Antipode. À l'été 2014, ils se produisent dans plusieurs festivals finlandais et remportent le Wacken Metal Battle Finland, ce qui leur permet de participer au Metal Battle du Wacken Open Air la même année, sans toutefois parvenir à se classer parmi les cinq premiers. En août, Blind Channel assure la première partie d'Enter Shikari. L'année 2014 voit également paraître les singles Naysayers et Calling Out.
Le 9 mai 2015, le groupe remporte le concours de musique YleX Stage Haltuun, grâce auquel il se produit ensuite au festival Sziget en Hongrie. En juin, ils sortent leur premier mini-EP Foreshadow, suivi du single Unforgiving et d'une reprise du titre Don't d'Ed Sheeran.
Leur premier album, Revolutions, paraît le 29 septembre 2016. Blind Channel accompagne ensuite le groupe américain Skillet en première partie lors de plusieurs concerts en Finlande en novembre, puis à Londres le 17 décembre. En 2017, ils assurent la première partie de Royal Republic et Amaranthe, tout en poursuivant leur propre tournée Revolutions à travers la Finlande. En mars, ils publient une reprise de Can't Hold Us de Macklemore et Ryan Lewis, suivie des titres Alone Against All en avril et Sharks Love Blood en septembre.
En 2018, le groupe dévoile deux nouveaux singles, Wolfpack en janvier et Out of Town en mars, avant de sortir son deuxième album Blood Brothers en avril. Cette année-là, Blind Channel assure les premières parties d'Hollywood Undead et Skillet en Allemagne. Leur propre tournée, Blood Brothers Release Tour, les mène dans divers festivals ainsi que dans plusieurs villes européennes. En novembre, le single Over My Dead Body voit le jour, suivi en décembre de leur première tournée britannique en compagnie de Sevendust et All That Remains.
En 2019, Blind Channel sort les singles Timebomb avec le DJ Alex Mattson et Snake en collaboration avec Henrik Englund (GG6) d'Amaranthe, avec lequel ils partagent également la scène durant l'été. Le groupe passe l'été à tourner en Finlande et en Europe. Le 22 novembre, ils publient leur nouveau morceau Died Enough For You.

### Troisième album et Concours Eurovision de la chanson 2021 (2020-2021)
En janvier 2020, Blind Channel sort le single Fever et part en tournée européenne aux côtés d'Amaranthe. Ils donnent également leurs premiers concerts en tête d'affiche en Europe, débutant à Cologne le 31 janvier. Leur troisième album, Violent Pop, est publié le 6 mars, mais la promotion est rapidement interrompue en raison de la pandémie de Covid-19. Leur unique concert de l'année a lieu le 15 août au Dark River Festival. Le 3 juillet, ils mettent en ligne une reprise du titre Left Outside Alone d'Anastacia. Le 6 octobre, Alex Mattson rejoint officiellement le groupe sous son nom complet, Aleksi Kaunisvesi, en tant que responsable des samples et des percussions.
En février 2021, Blind Channel remporte le concours finlandais Uuden Musiikin Kilpailu (UMK) avec la chanson Dark Side, ce qui leur permet de représenter la Finlande au Concours Eurovision de la chanson 2021. En mai, Dark Side est certifié disque d’or, puis disque de platine en Finlande. Le groupe signe également un contrat avec Century Media Records et Sony Music. Le 20 mai, ils participent à la seconde demi-finale de l’Eurovision et se qualifient pour la Grande Finale. Le 22 mai 2021, ils terminent à la sixième place du concours, remporté par le groupe de rock italien Måneskin. Il s'agit du deuxième meilleur résultat de la Finlande dans l'histoire du concours et du meilleur obtenu depuis la victoire de Lordi en 2006.
À l'été 2021, Blind Channel entreprend la tournée Live on the Dark Side en Finlande. Le groupe ne peut se produire que dans des espaces en plein air et lors de festivals dans son pays natal, sans possibilité de partir à l'étranger. Leurs concerts à Kemi, Helsinki et Tampere sont alors leurs seules prestations en tant que tête d'affiche. Deux nouveaux singles paraissent également durant cette période.

### Dépuis 2022
Le 25 février 2022, Blind Channel sort le single Bad Idea. Au printemps, le groupe participe en tant qu'invité spécial à la tournée américaine de From Ashes to New. Ils rejoignent également la tournée européenne Hypa Hypa EU Tour 2022 d'Electric Callboy, ainsi que le festival Knotfest organisé par Slipknot en Finlande au mois d'août. Le 6 mai 2022, Blind Channel reçoit six Emma Awards : meilleure chanson et chanson la plus écoutée pour Dark Side, meilleur artiste finlandais de l'année, meilleur groupe, meilleur album rock et prix de l'exportation.
Leur quatrième album, Lifestyles of the Sick & Dangerous, composé de onze titres, est publié le 8 juillet 2022. Il comprend les singles Dark Side, Balboa, We Are No Saints, Bad Idea et Don't Fix Me. Du 31 août au 1er octobre, le groupe entreprent sa première tournée européenne en tête d'affiche, le Sick & Dangerous Tour 2022, qui comprend 27 concerts, dont dix en Allemagne. En octobre 2022, Joel Hokka sort sa première chanson solo, une reprise du titre Frozen de Madonna.
En mars 2023, Blind Channel assure la première partie de la tournée européenne d'I Prevail. Par la suite, ils participent à plusieurs concerts d'Electric Callboy en tant qu'invités spéciaux et donnent également deux concerts en tête d'affiche en Pologne ainsi que six en Allemagne. Au cours de l'année, plusieurs singles voient le jour : FLATLINE, HAPPY DOOMSDAY, DEADZONE et DIE ANOTHER DAY en collaboration avec RØRY. Durant l'été, ils se produisent sur de grands festivals tels que Nova Rock, Download Festival, Graspop Metal Meeting, Full Force et Reload Festival.
Le cinquième album studio, EXIT EMOTIONS, sort le 1er mars 2024. Quelques jours auparavant, ils avaient dévoilé le single XOXO, en collaboration avec From Ashes to New. S'ensuit une nouvelle tournée européenne en tête d'affiche, accompagnés par groupes Rock Band from Hell et Ghostkid, pour un total de 30 concerts. À l'automne 2024, Blind Channel participe en tant que special guest à la tournée IN THE MEANTIME... du groupe italienLacuna Coil.
En octobre 2024, le groupe annonce faire une pause d'une durée indéterminée.
Le 26 avril 2025, le groupe annonce le départ de Joel Hokka.

## Membres
- Niko Moilanen (dit Niko Vilhelm) - chateur et rappeur (depuis 2013)
- Joonas Porko - guitare électrique (depuis 2013)
- Olli Matela - guitare basse (depuis 2013)
- Tommi Lalli - batterie (depuis 2013)
- Alex Mattson - sampler et percussions (depuis 2020)

### Ancien membre
- Joel Hokka - chanteur (2013-2025)

## Discographie

### Albums
| Titre                                | Détails                                                                                             | Classement dans les chartes | Classement dans les chartes | Classement dans les chartes |
| Titre                                | Détails                                                                                             | FIN                         | DE                          | CH                          |
| ------------------------------------ | --------------------------------------------------------------------------------------------------- | --------------------------- | --------------------------- | --------------------------- |
| Revolutions                          | - Date de sortie : 29 septembre 2016 - Label : Ranka Kustannus - Format : Téléchargement, streaming | 26                          |                             |                             |
| Blood Brothers                       | - Date de sortie : 20 avril 2018 - Label : Ranka Kustannus - Format : Téléchargement, streaming     | 30                          |                             |                             |
| Violent Pop                          | - Date de sortie : 6 mars 2020 - Label : Ranka Kustannus - Format : Téléchargement, streaming       | 31                          |                             |                             |
| Lifestyles of the Sick and Dangerous | - Date de sortie : 8 juillet 2022 - Label : Century Media - Format : CD, téléchargement, streaming  | 1                           | 15                          | 82                          |
| EXIT EMOTIONS                        | - Date de sortie : 1er mars 2024 - Label : Century Media - Format : CD, téléchargement, streaming   | 1                           |                             |                             |

### Singles
| Titre                                                                      | Année | Meilleures positions | Meilleures positions | Meilleures positions | Meilleures positions | Meilleures positions | Album                              |
| Titre                                                                      | Année | FIN                  | DE                   | AT                   | CH                   | UK                   | Album                              |
| -------------------------------------------------------------------------- | ----- | -------------------- | -------------------- | -------------------- | -------------------- | -------------------- | ---------------------------------- |
| Naysayers                                                                  | 2014  | —                    | —                    | —                    | —                    | —                    | Single hors-album                  |
| Calling Out                                                                | 2014  | —                    | —                    | —                    | —                    | —                    | Single hors-album                  |
| Unforgiving                                                                | 2015  | —                    | —                    | —                    | —                    | —                    | Revolutions                        |
| Don't                                                                      | 2015  | —                    | —                    | —                    | —                    | —                    | Revolutions                        |
| Darker Than Black                                                          | 2016  | —                    | —                    | —                    | —                    | —                    | Revolutions                        |
| Deja Fu                                                                    | 2016  | —                    | —                    | —                    | —                    | —                    | Revolutions                        |
| Enemy for Me                                                               | 2016  | —                    | —                    | —                    | —                    | —                    | Revolutions                        |
| Can't Hold Us                                                              | 2017  | —                    | —                    | —                    | —                    | —                    | Single hors-album                  |
| Alone Against All                                                          | 2017  | —                    | —                    | —                    | —                    | —                    | Blood Brothers                     |
| Sharks Love Blood                                                          | 2017  | —                    | —                    | —                    | —                    | —                    | Blood Brothers                     |
| Wolfpack                                                                   | 2018  | —                    | —                    | —                    | —                    | —                    | Blood Brothers                     |
| Out of Town                                                                | 2018  | —                    | —                    | —                    | —                    | —                    | Blood Brothers                     |
| Over My Dead Body                                                          | 2018  | —                    | —                    | —                    | —                    | —                    | Violent Pop                        |
| Timebomb (featuring Alex Mattson)                                          | 2019  | —                    | —                    | —                    | —                    | —                    | Violent Pop                        |
| Snake (feat. GG6)                                                          | 2019  | —                    | —                    | —                    | —                    | —                    | Violent Pop                        |
| Died Enough for You                                                        | 2019  | —                    | —                    | —                    | —                    | —                    | Violent Pop                        |
| Fever (featuring Alex Mattson)                                             | 2020  | —                    | —                    | —                    | —                    | —                    | Violent Pop                        |
| Gun                                                                        | 2020  | —                    | —                    | —                    | —                    | —                    | Violent Pop                        |
| Left Outside Alone                                                         | 2020  | —                    | —                    | —                    | —                    | —                    | Single hors-album                  |
| Dark Side                                                                  | 2021  | 1                    | 51                   | 64                   | 39                   | 66                   | Lifestyles of the Sick & Dangerous |
| Balboa                                                                     | 2021  | 12                   | —                    | —                    | —                    | —                    | Lifestyles of the Sick & Dangerous |
| We Are No Saints                                                           | 2021  | 18                   | —                    | —                    | —                    | —                    | Lifestyles of the Sick & Dangerous |
| Bad Idea                                                                   | 2022  | 5                    | —                    | —                    | —                    | —                    | Lifestyles of the Sick & Dangerous |
| Dont Fix Me                                                                | 2022  | —                    | —                    | —                    | —                    | —                    | Lifestyles of the Sick & Dangerous |
| FLATLINE                                                                   | 2023  | —                    | —                    | —                    | —                    | —                    | EXIT EMOTIONS                      |
| HAPPY DOOMSDAY                                                             | 2023  | —                    | —                    | —                    | —                    | —                    | EXIT EMOTIONS                      |
| DIE ANOTHER DAY (featuring RØRY)                                           | 2023  | —                    | —                    | —                    | —                    | —                    | EXIT EMOTIONS                      |
| XOXO (featuring From Ashes to New)                                         | 2023  | —                    | —                    | —                    | —                    | —                    | EXIT EMOTIONS                      |
| "—" indique que le titre n'a pas été enregistré ou qui n'a pas été publié. |       |                      |                      |                      |                      |                      |                                    |